# Queen Anne’s War
Queen Anne’s War (1702–1713), benannt nach der britischen Königin Anne (1665–1714), war der zweite der vier Franzosen- und Indianerkriege, in denen Frankreich und das Königreich Großbritannien in Nordamerika um die Kontrolle des Kontinents fochten. Hier fand der Spanische Erbfolgekrieg, der zur gleichen Zeit in Europa tobte (siehe auch Haager Große Allianz), einen Parallelkriegsschauplatz.

## Vorgeschichte
Spannungen zwischen den beiden Kolonialmächten Frankreich und England traten schon vor 1700 auf. Der Krieg in Europa schien ein günstiger Anlass zu sein, diese Streitigkeiten in Nordamerika durch einen weiteren Krieg zu beenden. Die französische Kolonie Neufrankreich basierte wirtschaftlich seit je her auf dem Pelzhandel in Nordamerika. Die Jagdgründe waren jedoch alsbald leergefegt und es mussten neue Jagdgebiete erschlossen werden. Das Einzugsgebiet wurde über die Großen Seen und den Mississippi River nach Süden sowie nach Norden zur Hudson Bay ausgedehnt. Die Interessen der englischen Kolonien, deren Wirtschaft auf Ackerbau (auch Plantagen), Fischerei, Manufakturen und auch auf dem Pelzhandel basierte, richteten sich ebenfalls auf die Hudson Bay und auf die Gegend des Mississippi. Ein weiterer Grund für Streitigkeiten waren das französische Akadien und Neufundland mit den reichen Fischgründen. Wiederholt drangen englische Fischer in die französischen Gewässer vor.
Die 13 englischen Kolonien wurden von etwa 300.000 Menschen bevölkert, wohingegen in Neufrankreich nur annähernd 12.000 Siedler lebten. Der Expansionsdrang der 13 Kolonien stand den französischen Interessen bezüglich des Pelzhandels entgegen.

## Besonderheiten der Kriegsführung
Die Kriegsführung im kolonialen Nordamerika kann nicht mit der der europäischen Allianzkriege wie des Pfälzischen Krieges oder auch des Spanischen Erbfolgekrieges verglichen werden. Die „Offensiven“ erfolgten oftmals in kleinstem Ausmaße, nicht selten wurde eine Gruppe von 100 Milizionären als Armee tituliert. Die Armeen in den Kolonien, hier vor allem die englischen, rekrutierten sich zu einem Großteil aus Milizionären, da die regulären Soldaten auf den europäischen Schlachtfeldern vonnöten waren. Auf französischer Seite wurden diese Kriegsteilnehmer, auf Grund des Mangels an freistellbaren Bauern oder Handwerkern, hauptsächlich aus alliierten Indianern und regulären Einheiten zusammengestellt.
Durch das Zusammenwirken der indigenen Bevölkerung und der Franzosen war die Stoßrichtung der Angriffe vorgegeben. Mit den Siedlern New Yorks unterhielten die Caughnawaga (katholische Mohawk) eine Art Neutralitätsvertrag; diesen zu unterminieren musste das Ziel der Franzosen sein. Die Abenaki, durch die günstigeren und besseren Waren der englischen Kolonien angezogen, mussten verlässlich als Alliierte gewonnen werden, damit Frankreich diesen wichtigen Bündnispartner nicht verlor. Wegen dieser Zwänge wurden die Grenzen Massachusetts’ und New Yorks zum Hauptziel der französisch-indigenen Angriffe. Ebenso musste der 1701 mit den Irokesen vereinbarte Frieden (Großer Friede von Montreal) gewahrt bleiben, weshalb ein Ausgreifen in Richtung ihrer Jagdgründe unmöglich gemacht wurde, um nicht ein Bündnis zwischen Engländern und Irokesen zu riskieren, zu schwer wogen noch die Erinnerungen an die Irokesenkriege. Diese war parties zogen wie Guerilla-Kämpfer im Dickicht an ein englisches Dorf und überfielen es in einem günstigen Moment; sie verschwanden so schnell, wie sie gekommen waren.
Die Franzosen setzten sich zum Ziel, die zahlenmäßig überlegenen Engländer niemals in französische Territorien vordringen zu lassen und deren Kräfte in den Grenzgebieten Neu Englands zu binden. Lange Zeit begnügten sich die englischen Siedler mit der Aushebung von Milizen zur Überwachung der Grenzen sowie zu deren Schutz. Die Länge sorgte für Probleme. Dadurch gelangten die Gouverneure zu der Auffassung, dass die beste Verteidigung die Offensive gegen Neufrankreich sei. Mehrmals wurden Milizen rekrutiert, die die 1000 Mann Stärke bei weitem überstiegen. Doch durch nur sehr verhaltene oder sogar ausbleibende Unterstützung durch das Mutterland mussten großangelegte Angriffspläne verworfen werden. Das Ausbleiben von Transportschiffen machte es unmöglich, die Milizionäre schnellstmöglich nach Neufrankreich zu bewegen.
Der Krieg in Nordamerika blieb somit auf sehr kleine Räume beschränkt, es wurden keine offenen Feldschlachten geführt, da dies die Vegetation nicht zuließ, und die Verluste an Menschenleben erreichte nie die Zahl des europäischen Kriegsschauplatzes.

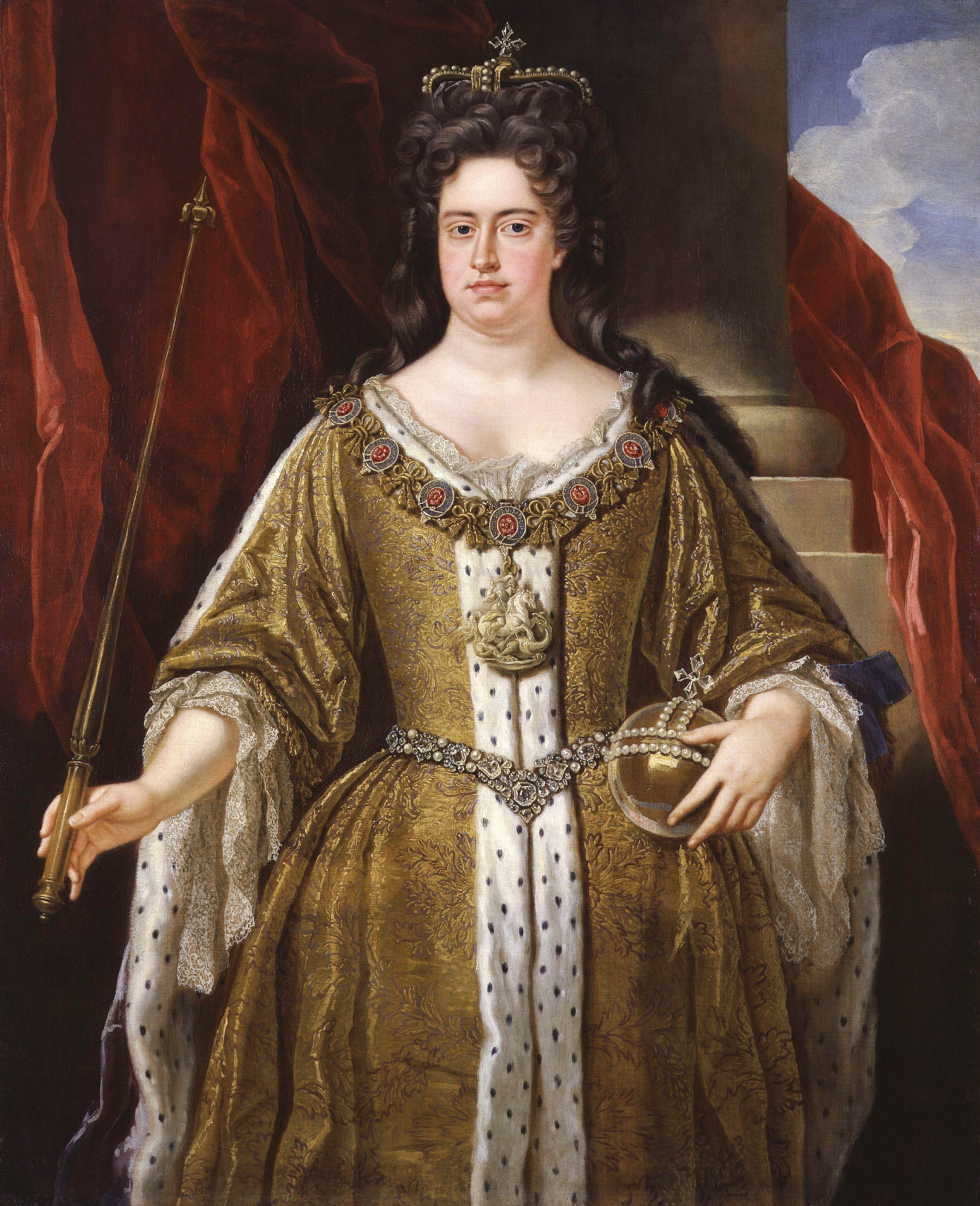
Der Beginn des Krieges fiel in die Regentschaft von Anne Stuart

## Kriegsverlauf
1702, zu Anfang des Krieges, eroberten die Engländer das spanische San Agustín. Die englische militärische Unterstützung der Kolonisten war weitgehend ineffektiv oder durch die Verteidigung der Gebiete um Charleston (South Carolina), der New York-Neuengland-Front und der kanadischen Territorien abgelenkt. Französische Streitkräfte und indianische Stämme attackierten Neuengland von Kanada aus und zerstörten 1704 Deerfield (Massachusetts). In den folgenden Jahren führten die Franzosen den Guerillakampf weiter, der Höhepunkt blieb jedoch das Deerfield Massaker, bei dem Franzosen und Indianer unter dem Kommando Jean-Baptiste Hertel de Rouville (1668–1722) Deerfield angriffen, 56 Bewohner töteten und Teile der Siedlung niederbrannten. Die Briten bereiteten einen Gegenschlag vor, der die Franzosen endgültig aus Nordamerika verdrängen sollte. Man wollte Neufrankreich erobern und zu einer englischen (bzw. britischen) Kronkolonie umwandeln. Die Pläne scheiterten 1709, nachdem zugesicherte Verstärkungen aus dem Mutterland auf den europäischen Schlachtfeldern benötigt wurden. Die Offensive sollte sich nun gegen das französische Akadien mit der Hauptstadt Port Royal richten. Port Royal wurde fast zwei Wochen belagert, bis die Franzosen kapitulierten. Mit der Einnahme von Port Royal 1710 hatten sich die Briten die Kontrolle des Zugangs zu Neufrankreich gesichert. 1711 scheiterte die Québec-Expedition, der britische Versuch zur Eroberung der Stadt Québec, nach einem schweren Schiffsunglück, das 890 Todesopfer forderte. Im Jahre 1712 wurde ein Waffenstillstand erklärt. Der Frieden von Utrecht 1713 beendete die Kriegshandlungen in Nordamerika.

## Der Frieden von Utrecht
Nach den Bedingungen des Friedens von Utrecht erhielt Britannien Akadien in den alten Grenzen, Neufundland, die Hudson-Bay-Region und die karibische Insel St. Kitts. Die Regelungen für Akadien sollten mit Anlass für den nächsten der Franzosen- und Indianerkriege, King George’s War 1744 sein. Der Verkehr in und aus Neufrankreich konnte nun von den Briten überwacht werden. Frankreich hatte den Zugang zu fast allen Fischgründen verloren, einzig vor Neufundland erhielten sie Fischereirechte zuerkannt. Die kürzlich erschlossenen Pelzgründe der Hudson Bay waren für immer an die Briten übergegangen. Wahrscheinlich stellte dieser Frieden den Anfang des Endes der französischen Kolonien in Nordamerika dar.
Die britische Eroberung Akadiens brachte den französischen Einwohnern harte Konsequenzen. 1755, während des Franzosen- und Indianerkrieges, wurden viele aus der Kolonie deportiert. Denjenigen, die ansässig bleiben wollten, wurden Freiheiten wie Religionsfreiheit abgesprochen. Einige zogen bis Louisiana.